# Seleção Quiribatiana de Futebol
A Seleção Quiribatiana de Futebol representa o Kiribati nas competições de futebol e é controlada pela Associação de Futebol das Ilhas Kiribati. Entretanto, o país não é membro da FIFA, e portanto, não pode disputar a Copa do Mundo, mas pode disputar a Copa das Nações da OFC, já que a seleção é um membro associado da Confederação de Futebol da Oceania (OFC).
Também é membro da CONIFA.

## História
O Kiribati disputou apenas 10 partidas internacionais até abril de 2012, onde marcou quatro gols e sofreu 122. Todas essas partidas foram disputadas fora de casa devido à falta de grama no arquipélago. O Estádio Nacional de Bairiki tem um campo de areia em vez de grama. O seu primeiro jogo aconteceu em Fiji em 22 de agosto de 1979, quando enfrentou a Papua Nova Guiné, perdendo por 13-0 em uma partida dos Jogos do Pacífico Sul. A seleção nunca venceu uma partida, mas chegou muito perto quando perdeu por 3 a 2 para Tuvalu em 30 de junho de 2003, no Grupo A dos Jogos do Pacífico Sul em Fiji, além de perder por 4-2 nos pênaltis para Tuvalu na fase de consolação dos Jogos do Sul do Pacífico de 1979. Os únicos dois gols do Kiribati nos jogos do Pacífico de 2011 foram marcados por Karotu Bakaane contra a Papua Nova Guiné e Erene Bakineti contra o Taiti, mas na edição de 2003, os dois gols contra Tuvalu vieram de Lawrence Nemeia nos minutos 26 e 46.
Em 2012, o escocês Kevin McGreskin tornou-se o técnico da equipe, com o objetivo de melhorar seus resultados e obter o reconhecimento da FIFA.
Em 10 de abril de 2015, Jake Kewley foi oficialmente indicado como Gerente e Embaixador da Seleção Quiribatiana, com o objetivo de manter contato com os órgãos competentes do futebol para promover as suas inscrições anteriores, com uma proposta da FIFA sendo finalizada e enviada mais tarde naquele ano.
Em 6 de maio de 2016, o Kiribati foi formalmente aceito como o mais novo membro da ConIFA (Confederação de Futebol de Associações Independentes), tornando-se o primeiro membro da Oceania a se unir à federação. Em novembro de 2016, recebeu uma visita oficial da ConIFA para a competição nacional de futebol em Tarawa - Taiwan Sport Tournament - com a ConIFA documentando o torneio enquanto estava no país. O Kiribati se classificou para a Copa do Mundo ConIFA de 2018, que foi realizada na Inglaterra. Contudo, foi forçado a retirar-se, com Tuvalu tomando o seu lugar.

## Todos os jogos disputados por Kiribati desde 1979
- 22 de agosto de 1979: Papua Nova Guiné 13-0 Kiribati - Jogos do Pacífico Sul de 1979
- 24 de agosto de 1979: Fiji 24-0 Kiribati - Jogos do Pacífico Sul de 1979
- 5 de setembro de 1979: Tuvalu 3-3 Kiribati - Jogos do Pacífico Sul de 1979
- 30 de junho de 2003: Tuvalu 3-2 Kiribati - Jogos do Pacífico Sul de 2003[carece de fontes?]
- 3 de julho de 2003: Ilhas Salomão 7-0 Kiribati - Jogos do Pacífico Sul de 2003[carece de fontes?]
- 5 de julho de 2003: Fiji 12-0 Kiribati - Jogos do Pacífico Sul de 2003
- 7 de julho de 2003: Kiribati 0-18 Vanuatu - Jogos do Pacífico Sul de 2003[carece de fontes?]
- 30 de agosto de 2011: Fiji 9-0 Kiribati - Jogos do Pacífico de 2011
- 1 de setembro de 2011: Ilhas Cook 3-0 Kiribati - Jogos do Pacífico de 2011
- 3 de setembro de 2011: Kiribati 1-17 Papua Nova Guiné - Jogos do Pacífico de 2011
- 5 de setembro de 2011: Kiribati 1-17 Taiti[7] - Jogos do Pacífico de 2011